# Jamesonia brasiliensis
Jamesonia brasiliensis är en kantbräkenväxtart som beskrevs av Christ. Jamesonia brasiliensis ingår i släktet Jamesonia och familjen Pteridaceae. Inga underarter finns listade.